# Arhivoltă

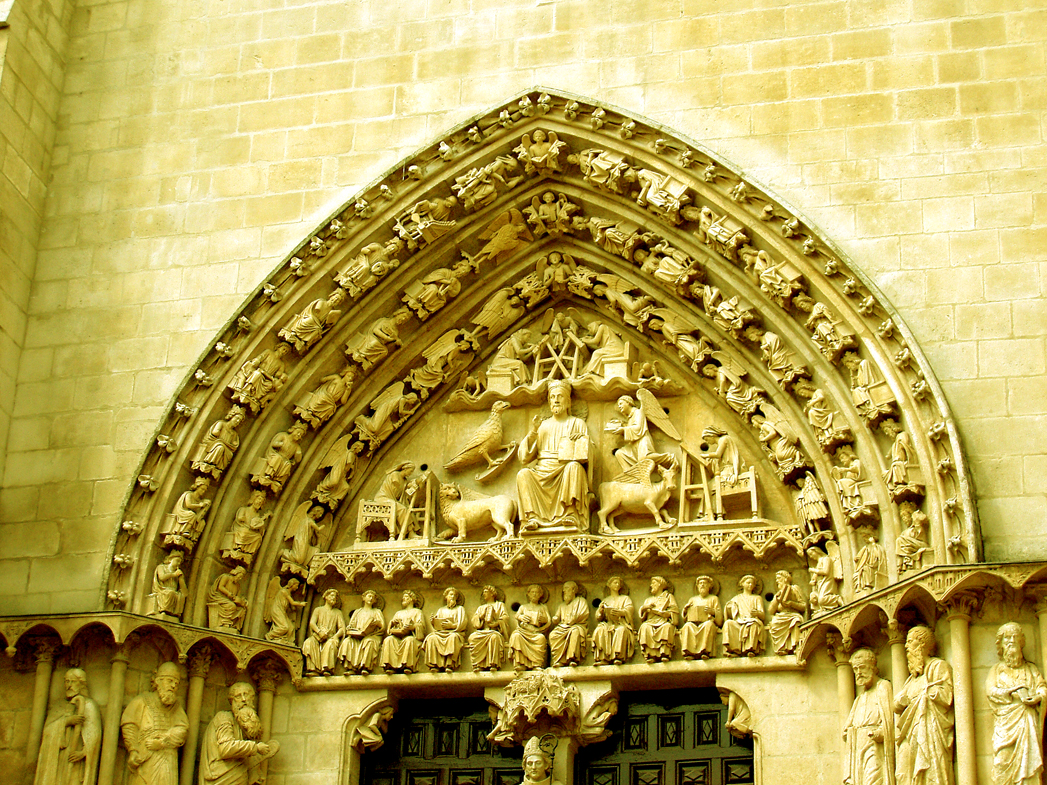
Arhivoltă decorată la Catedrala din Burgos (Spania)

Arhivolta este un detaliu de arhitectură, de regulă decorat cu sculpturi, așezat deasupra unei arcade la o ușă, la o fereastră, la un portal (de obicei situate în exterior) etc.
Arhivolta are o funcție statică, având un caracter pur decorativ. Acesta este un element care apare în arhitectura romană, în care are în general forma de buiandrug, și apoi în diferite forme, în arhitectura romanică și în Renaștere. Marile portaluri romanice și gotice prezintă o succesiune de arhivolte retrase treptat de la fața zidului.
Funcția sa principală este de a accentua valoarea spațială a arcului. Arhivolta reia decorațiunile de pe antablament, frize, cornișe și piloni. Decorațiunile pot fi realizate cu muluri în cazul în care arcul este din piatră sau de teracotă în cazul în care arcul este din zidărie.

## Vezi și
- Arhitravă
- Glosar de arhitectură